# 蒙卡爾維略山脈

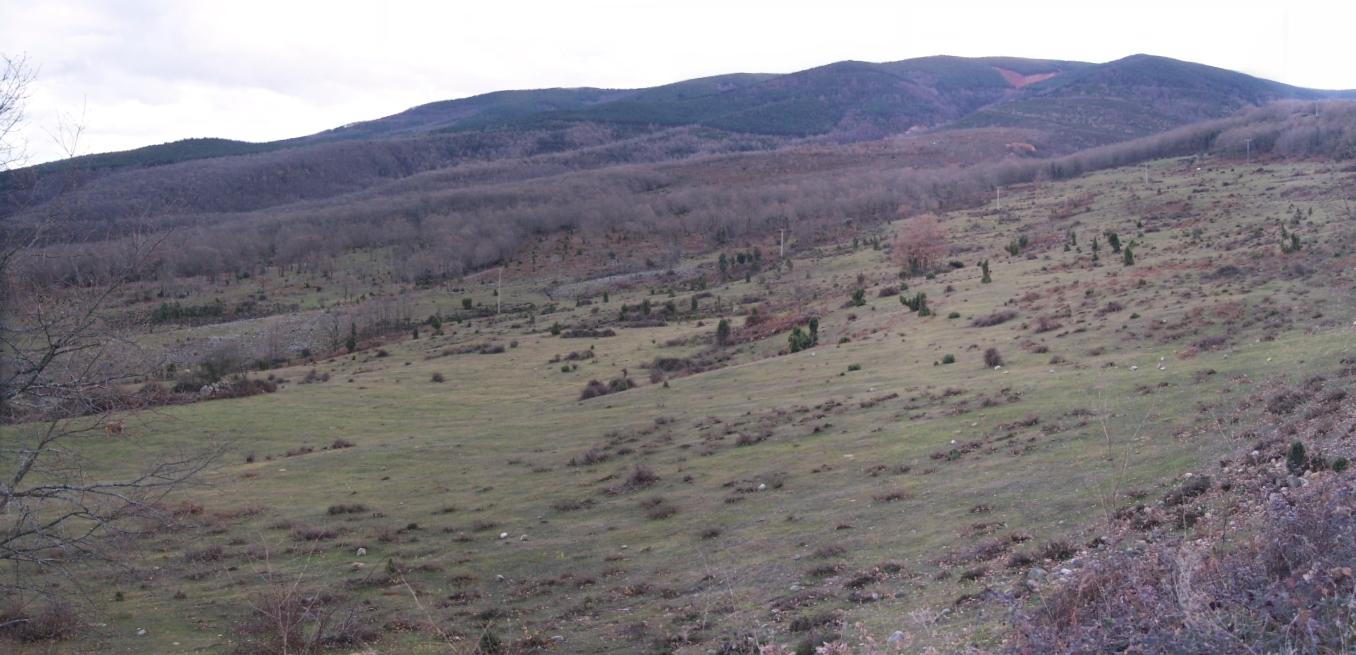

蒙卡爾維略山脈（西班牙語：Sierra de Moncalvillo），是西班牙的山脈，位於該國北部拉里奧哈自治區，屬於伊比利亞山脈的一部分，最高點是海拔高度1,495米的塞拉德羅山。